# Combiné nordique aux Jeux olympiques de 1956
Pour des articles plus généraux, voir Combiné nordique aux Jeux olympiques et Jeux olympiques d'hiver de 1956.
Navigation
Oslo 1952 Squaw Valley 1960
L'épreuve du combiné nordique des Jeux olympiques d'hiver de 1956 se déroule les 29 et 31 janvier 1956 à Cortina d'Ampezzo en Italie. L’épreuve masculine de combiné nordique fait partie des épreuves olympiques depuis les premiers Jeux olympiques d’hiver qui ont eu lieu à Chamonix en France en 1924. 
La discipline dispose d'une seule épreuve individuelle.

## Podium
| Épreuves   | Or                     | Argent               | Bronze                          |
| ---------- | ---------------------- | -------------------- | ------------------------------- |
| Individuel | Sverre Stenersen (NOR) | Bengt Eriksson (SWE) | Franciszek Gasienica-Gron (POL) |

## Résultats
- Yury Moshkin (13e)